# Dionisia Masdeu
Dionisia Masdeu Agraz (Pina de Ebro, 7 de abril de 1902 – Zaragoza, 27 de septiembre de 1962) fue una escultora, ceramista y profesora de dibujo española. Con ella nació la cerámica contemporánea aragonesa y fue una de las escasas escultoras españolas antes del 1936.

## Trayectoria
Nació en Pina de Ebro y a los cinco años de edad se trasladó a vivir a Zaragoza. Estudió en la Escuela de Artes Aplicadas y Oficios Artísticos de Zaragoza y, cuando tenía 22 años, opositó junto a la pintora Joaquina Zamora Sarrate a una beca de la Diputación Provincial de Zaragoza, que finalmente ganó Zamora.
El Patronato Villahermosa-Guaqui le concedió una pensión, con la que se trasladó a Madrid, desde 1926 a 1930, donde ejerció como profesora de dibujo en la Real Academia de San Fernando. Expuso sus esculturas, platos, jarras y placas para colgar en el Centro Mercantil de Zaragoza en el año 1931. Vivió dos años en Elche tras obtener por oposición la Cátedra de Dibujo, por la que trabajó como profesora en el Instituto de Segunda Enseñanza de Elche, según la Orden Ministerial de 13 de enero de 1932.
En 1932, expuso un mural en el edificio proyectado por el arquitecto Joaquin Rieta Sister, en Valencia. En la primavera de 1935, el número 10 de la revista Norte reprodujo una escultura suya.
De 1937 a 1938, residió en Logroño con su marido, durante la Guerra civil española. Más tarde, de 1939 a 1947, estuvo en Madrid. Y, posteriormente, entre 1947 y 1950, se trasladó a Tetuán en el portectorado español de Marruecos donde fue profesora de dibujo en la Escuela de Cerámica hispanomusulmana. En 1953, para potenciar la cerámica aragonesa, Impartió un curso en Muel (Zaragoza) que fue el precedente del actual Taller-Escuela de la Cerámica de Muel.
Regresó a Zaragoza hasta su fallecimiento en 1962.

## Reconocimientos
En 2004, el Sindicato de Riegos de Pina de Ebro de Zaragoza rindió homenaje a Masdeu con una exposición de su obra. Además, el ayuntamiento de su pueblo natal puso una calle con su nombre como reconocimiento a su trayectoria.
La Diputación Provincial de Zaragoza, le entregó en 2006 la Medalla de Oro de Santa Isabel, a título póstumo por ser considerada la primera ceramista creativa de Aragón, además de ser una gran impulsora de la cerámica de Muel cuando todavía no disfrutaba de fama y reconocimiento.